# Manuel Aranguiz
Manuel Aranguiz, född 15 oktober 1945 i Santiago, Chile, är en chilensk-amerikansk skådespelare.

## Roller (i urval)
- 2005 – Splinter Cell: Chaos Theory, röster i videospelet
- 2003 – Levity
- 2001 – Protection
- 2001 – Tribu.com (TV-serie)